# Domenico Rizzo (politico)
Domenico Rizzo (Rossano, 12 maggio 1901 – 27 gennaio 1996) è stato un politico italiano.
Eletto senatore della Repubblica nella I legislatura nel collegio di Rossano in Calabria, è stato membro del Consiglio dell'Ordine forense, presidente della Commissione per la revisione degli albi professionali.